# Julie Bishop (politicus)
Julie Isabel Bishop (Lobethal (South Australia), 17 juli 1956) is een Australisch politicus. Zij was onder andere minister van Buitenlandse Zaken en minister van Onderwijs.

## Levensloop

### Jeugd
Bishop werd geboren als de derde in een gezin van vier kinderen. Zij zou haar ouders later omschrijven als "klassieke Menzies-liberalen". Bishop studeerde rechten aan de Universiteit van Adelaide. Na haar studie vond ze werk bij een advocatenkantoor als leerling-advocaat. Daar vertrok ze binnen een jaar, mede als gevolg van een incident waar een leidinggevende haar vroeg om serveertaken te verrichten. Uiteindelijk vond zij werk bij een advocatenkantoor in Perth en specialiseerde zich in ondernemingsrecht. Zij verdedigde onder andere een bedrijf dat werd aangeklaagd door werknemers die Mesothelioom hadden opgelopen doordat ze met asbest hadden gewerkt. Ook adviseerde zij de regering van de deelstaat Western Australia bij de vorming van een aantal nieuwe instituten.

### Parlementslid
Als gevolg van het WA Inc-schandaal werd Bishop in 1992 lid van de Liberal Party. Bij dit schandaal werden verschillende Labor-politici in de deelstaat Western Australia omgekocht, waardoor een aantal belastingheffingen voor bedrijven niet doorgingen. Daardoor liep de overheid zeshonderd miljoen dollar aan belasting mis. Bishop was van mening dat Australië zich nooit meer een Labor-regering kon veroorloven.
Direct na haar aanmelding werd Bishop benoemd tot voorzitter van de partijafdeling in Perth. In 1998 stelde zij zich verkiesbaar voor het parlement. Premier John Howard weigerde haar te steunen omdat ze het opnam tegen Allan Rocher, een persoonlijke vriend van de premier, hoewel hij eerder de partij had verlaten en nu verkiesbaar was als onafhankelijke kandidaat. Mede dankzij de steun van andere kopstukken won Bishop de verkiezing.

### Minister onder John Howard
Bishop werd in 2003 opgenomen in het kabinet van John Howard als minister van Ouderenzorg. In 2006 schoof ze door naar de post van minister van Onderwijs en Wetenschap en minister van Vrouwenzaken. Beide portefeuilles beheerde ze tot het opstappen van de regering na de verloren parlementsverkiezing in 2007. 
Als minister van Onderwijs maakte Bishop zich hard voor de ontwikkeling van nationale onderwijsstandaarden en het betalen van leraren op basis van prestatie. In 2006 liep zij een kras op haar blazoen op omdat zij had bemiddeld voor Tim Johnston, eigenaar van een frauduleus bedrijf. Hij had een grote financiële donatie aan de Liberal Party in het vooruitzicht gesteld. Bishop regelde een diner voor hem met John Howard, waarbij Johnston zich hard maakte voor financiële overheidssteun aan zijn bedrijf. Zowel de steun als de donatie bleven uit.

### Vicefractievoorzitter
Na de verloren verkiezingen werd Bishop benoemd tot vicefractievoorzitter van de Liberal Party onder partijleider Brendan Nelson. Zij werd na de het aantreden van Malcolm Turnbull als partijleider opgenomen in het schaduwkabinet als minister van Financiën. In februari 2009 schoof ze door naar de positie van schaduwminister van Buitenlandse Zaken, na berichten in de media dat collega's ontevreden waren over haar functioneren. Die positie behield ze ook na het aantreden van (weer) een nieuwe partijleider, Tony Abbott, in december 2009.
Bishop verdedigde in 2010 het gebruik van vervalsde Australische paspoorten door de Israëlische geheime dienst Mossad met de opmerking dat elk land, waaronder Australië, voor inlichtingenwerk paspoorten van andere landen vervalst. De regering van premier Kevin Rudd beschuldigde haar daarop van het lekken van geheime informatie. In een toelichting op haar bewering stelde Bishop dat zij geen weet had van Australische autoriteiten die paspoorten van andere landen zouden vervalsen.

### Minister van Buitenlandse Zaken
De Liberal Party won de federale verkiezingen van 2013. Onder de nieuwe premier Abbott trad Bishop aan als minister van Buitenlandse Zaken. 

#### MH-17
Als minister speelde Bishop een belangrijke op het internationaal toneel na het neerschieten van Malaysia Airlines-vlucht 17 boven Oekraïne. Aan boord waren tientallen Australiërs. In de dagen na de aanslag onderhandelde zij over het terughalen van de stoffelijke overschotten van de Australische slachtoffers uit het crashgebied. De tijdelijke zetel in de VN-veiligheidsraad kwam daarbij goed van pas. Als parlementariër had zij nog haar afkeuring uitgesproken over pogingen van de regering van Julia Gillard om een zetel de bemachtigen. Bishop zat de VN-veiligheidsraad in november 2014 zelfs voor. Zij leidde op dat moment de onderhandelingen voor het instellen van een internationaal onafhankelijk tribunaal om de daders te veroordelen. Dit voorstel werd door Rusland gevetood. Bishop stelde dat het Russische bezwaren met de "grootste minachting" behandeld moesten worden.

#### Iran
Bishop bracht in april 2015 een bezoek aan Iran. Ze was de eerste Australische minister sinds 2003 die dat deed. Zij besprak met haar Iraanse tegenspeler Mohammad Javad Zarif de voorgestelde nuclear deal en onderwerpen aangaande Iraanse asielzoekers in Australië. In eigen land kreeg zij kritiek omdat ze een hoofddoek had gedragen.

#### Indonesië
In Indonesië  waren twee Australische drugssmokkelaars ter dood veroordeeld. Bishop deed er alles aan om te voorkomen dat beide mannen daadwerkelijk ter dood werden veroordeeld. Ondanks de maatregelen van de Australisch regering werden beide mannen in april 2015 geexecuteerd, waarop Bishop de Australische ambassadeur naar Indonesië terugriep. De diplomatieke betrekkingen werden in augustus 2015 hersteld.

#### Partijpolitiek
Premier Abbott schreef in februari 2015 nieuwe partijleiderschapsverkiezingen uit omdat de kritiek op zijn functioneren toenam. In de media waren er berichten dat zowel Bishop als minister van Communicatie Turnbull beter lagen bij het grote publiek. Abbott won de stemming en bleef aan als premier. In september van datzelfde jaar daagde Turnbull hem uit. Deze stemming verloor Abbott wel, waarna Turnbull hem opvolgde als premier. Naar verluidt was Bishop van plan om Abbott te steunen, totdat hij ook haar positie als vicepartijleider vacant verklaarde. Zij werd wel herkozen.
Turnbull hield op zijn beurt op 21 augustus 2018 een vertrouwensstemming. Hij verloor van zijn uitdager minister van Migratie Peter Dutton. In de dagen daarna bleef het rommelen binnen de partij. Twee dagen later stelden minister van Sociale Zaken Scott Morrison en Bishop zich kandidaat voor het partijleiderschap, en dus het premierschap. Bishop haalde maar 11 van de 85 stemmen en lag er na de eerste stemronde uit, waarna Morrison werd gekozen. Vier dagen later stapte Bishop als minister van Buitenlandse Zaken. Zij werd opgevolgd door Marise Payne.

## Politieke standpunten
Bishop staat bekend als gematigd binnen de Liberale Partij. Zij is voorstander van de omvorming van Australië naar republiek (dat wil zeggen los van Groot-Brittannië). Zij nam meestal een progressief standpunt in wanneer er geen sprake was van fractiediscipline. Zo stemde zij voor het toestaan van stamcelonderzoek en het opheffen van overheidstoezicht op de abortuspil. In 2015 stemde zij voor een wet waardoor het voor mensen van dezelfde sekse mogelijk werd te trouwen.

## Persoonlijk
Bishop is eenmaal getrouwd geweest, maar na vijf jaar gescheiden. Daarna heeft ze relaties gehad met onder andere senator Ross Lightfoot en de voormalige burgemeester van Perth Pter Nattrass.
- Australian Women's Register: AWE4130b
- Library of Congress Control Number: nb2019019523
- Nationale bibliotheek van Australië: 41971175
- Trove: 643625
- Virtual International Authority File: 95123670
- WorldCat: E39PBJhd6r8MmXBMfcTRhCyfMP